# Who Are You? (phim truyền hình Hàn Quốc)
Who Are You? (tiếng Hàn: 후아유; Romaja: Hu-a-yu) là bộ phim truyền hình Hàn Quốc năm 2013 với các diễn viên So Yi-hyun, Ok Taecyeon và Kim Jae-wook. Bộ phim được phát sóng trên kênh tvN từ 29 tháng 7 đến 17 tháng 9 năm 2013 vào Thứ hai và thứ ba lúc 23:00 (và đồng thời phát sóng trên OnStyle) dài 16 tập.

## Nội dung
Đặc vụ Yang Shi-ohn tỉnh dậy sau sáu năm hôn mê. Cô ấy được bố trí đến bộ phận tìm trả đồ thất lạc, nơi mà cô phát hiện mình có khả năng nhìn thấy những hồn ma bằng cách chạm vào những đồ vật bị bỏ lại nơi đó. Cùng với đối tác của mình, tân cảnh sát Cha Gun-woo là một người hoài nghi nóng nảy, Shi-ohn đã sử dụng thông tin mà mình có được để giải quyết vấn đề. Gun-woo chỉ tin vào những thứ hữu hình mà anh có thể nhìn, nghe và chạm thấy, nhưng cuối cùng anh đã tin vào Shi-ohn, và cùng nhau, tranh cãi để giúp những linh hồn hoàn thành ước nguyện của họ còn dở dang trước khi đến với thế giới bên kia.
Một trong những hồn ma theo dõi Shi-ohn là người yêu cũ của cô Lee Hyung-joon, một đặc vụ đã chết cách đây sáu năm khi Shi-ohn bị chấn thương ở đầu gần như đã chết và dẫn đến hôn mê. Họ có cùng có mặt tại hiện trường một vụ án lớn, nhưng Shi-ohn không nhớ những gì đã xảy ra tại đêm định mệnh đó.

## Diễn viên

### Nhân vật chính
- So Yi-hyun  trong vai Yang Shi-ohn[9][10]
- Ok Taecyeon  trong vai Cha Gun-woo[11][12][13][14]
- Kim Jae-wook  trong vai Lee Hyung-joon[15][16]

### Vai phụ
- Kim Chang-wan trong vai Choi Moon-shik
- Park Young-ji trong vai Moon Heung-joo
- Kim Ye-won trong vai Jang Hee-bin
- Noh Young-hak trong vai Im Sung-chan
- Kim Ki-chun trong vai Jung Tae-soo
- Choi Woo-shik trong vai hacker
- Kim Kyung-beom trong vai trưởng phòng Bong
- Kim Dong-hee

### Khách mời
- Moon Ga-young trong vai Dan Oh-reum (tập 1-2)
- Jo Seung-hyun trong vai Bae Kyung-min (tập 1-2)
- Jang Hyun-sung trong vai Park Hyung-jin, bác sĩ tâm thần (tập 1-2)
- Kim Seung-soo trong vai Park Eung-joon, công tố viên (tập 3-4, 13)

## Đánh giá
| Ngày                     | Tập        | Toàn quốc |
| ------------------------ | ---------- | --------- |
| ngày 29 tháng 7 năm 2013 | 01         | 0.595%    |
| ngày 30 tháng 7 năm 2013 | 02         | 0.564%    |
| ngày 5 tháng 8 năm 2013  | 03         | 0.652%    |
| ngày 6 tháng 8 năm 2013  | 04         | 1.477%    |
| ngày 12 tháng 8 năm 2013 | 05         | 1.295%    |
| ngày 13 tháng 8 năm 2013 | 06         | 1.035%    |
| ngày 19 tháng 8 năm 2013 | 07         | 1.359%    |
| ngày 20 tháng 8 năm 2013 | 08         | 1.158%    |
| ngày 26 tháng 8 năm 2013 | 09         | 1.407%    |
| ngày 27 tháng 8 năm 2013 | 10         | 1.320%    |
| ngày 2 tháng 9 năm 2013  | 11         | 1.250%    |
| ngày 3 tháng 9 năm 2013  | 12         | 1.199%    |
| ngày 9 tháng 9 năm 2013  | 13         | 1.106%    |
| ngày 10 tháng 9 năm 2013 | 14         | 1.237%    |
| ngày 16 tháng 9 năm 2013 | 15         | 0.961%    |
| ngày 17 tháng 9 năm 2013 | 16         | 0.870%    |
| Trung bình               | Trung bình | 1.092%    |

Nguồn: AGB Nielsen Korea (tvN+OnStyle kết hợp đánh giá)

## Phát sóng quốc tế
- Nhật Bản - DATV; 2 tháng 4 năm 2014.[17]

## Liên kết
- Who Are You? official tvN website (tiếng Hàn)
- Who Are You? tại HanCinema

- Who Are You? trên Internet Movie Database